# 南昌轨道交通集团
南昌轨道交通集团有限公司（英語：NANCHANG RAIL TRANSIT GROUP LIMITED CORPORATION；简称：南昌轨道交通集团）是由南昌市政府出资控股设立的南昌交投集团的全资子公司，负责南昌地铁的融资、建设和运营；公司于2008年10月16日以南昌轨道交通有限公司（NanChang Rail Transit Co.,Ltd）名成立，于2012年1月改名成现用公司名。

## 简介
公司除管理团队另设有四个子公司：运营分公司（运营事业部）、建设管理分公司（工程事业部）、轨道交通地产公司和地铁置业分公司。

## 服务线路
南昌轨道交通集团有限公司运营分公司：█ 1号线 · █ 2号线 · █ 4号线
南昌中铁穗城轨道交通建设运营有限公司：█ 3号线

## 历史
- 2008年10月16日以南昌轨道交通有限公司（NanChang Rail Transit Co.,Ltd）名成立[2][3]，是由南昌市政府出资设立的国有独资公司。
- 2012年1月改名南昌轨道交通集团有限公司（Nanchang Urban Rail Group Co., Ltd）[4][5]。
- 2022年6月，改由新组建的南昌交投集团管理，不在直属市政府。[7][8]